# Рейчел Феттел
Рейчел Феттел (англ. Rachel Fattal, нар. 10 грудня 1993, Лос Аламітос, Каліфорнія, США) — американська ватерполістка, дворазова олімпійська чемпіонка 2016 року, дворазова чемпіонка світу.

## Виступи на Олімпіадах
| Олімпіада           | Дисципліна | Місце |
| ------------------- | ---------- | ----- |
| Ріо-де-Жанейро 2016 | водне поло | 1     |
| Токіо 2020          | водне поло | 1     |